# Rolleboise
Rolleboise ist eine Gemeinde in der Île-de-France in Frankreich. Sie gehört zum Département Yvelines, zum Arrondissement Mantes-la-Jolie und zum Kanton Bonnières-sur-Seine. Sie wird östlich von der Seine abgegrenzt; gegenüber liegt Guernes. Die weiteren Nachbargemeinden sind Freneuse im Norden, Méricourt im Nordosten, Rosny-sur-Seine im Süden und Bonnières-sur-Seine im Westen.
Die Route nationale 13 führt über Rolleboise. Das Siedlungsgebiet befindet sich auf ungefähr 60 Metern über Meereshöhe. Die Bewohner nennen sich Rolleboisiens oder Rolleboisiennes.

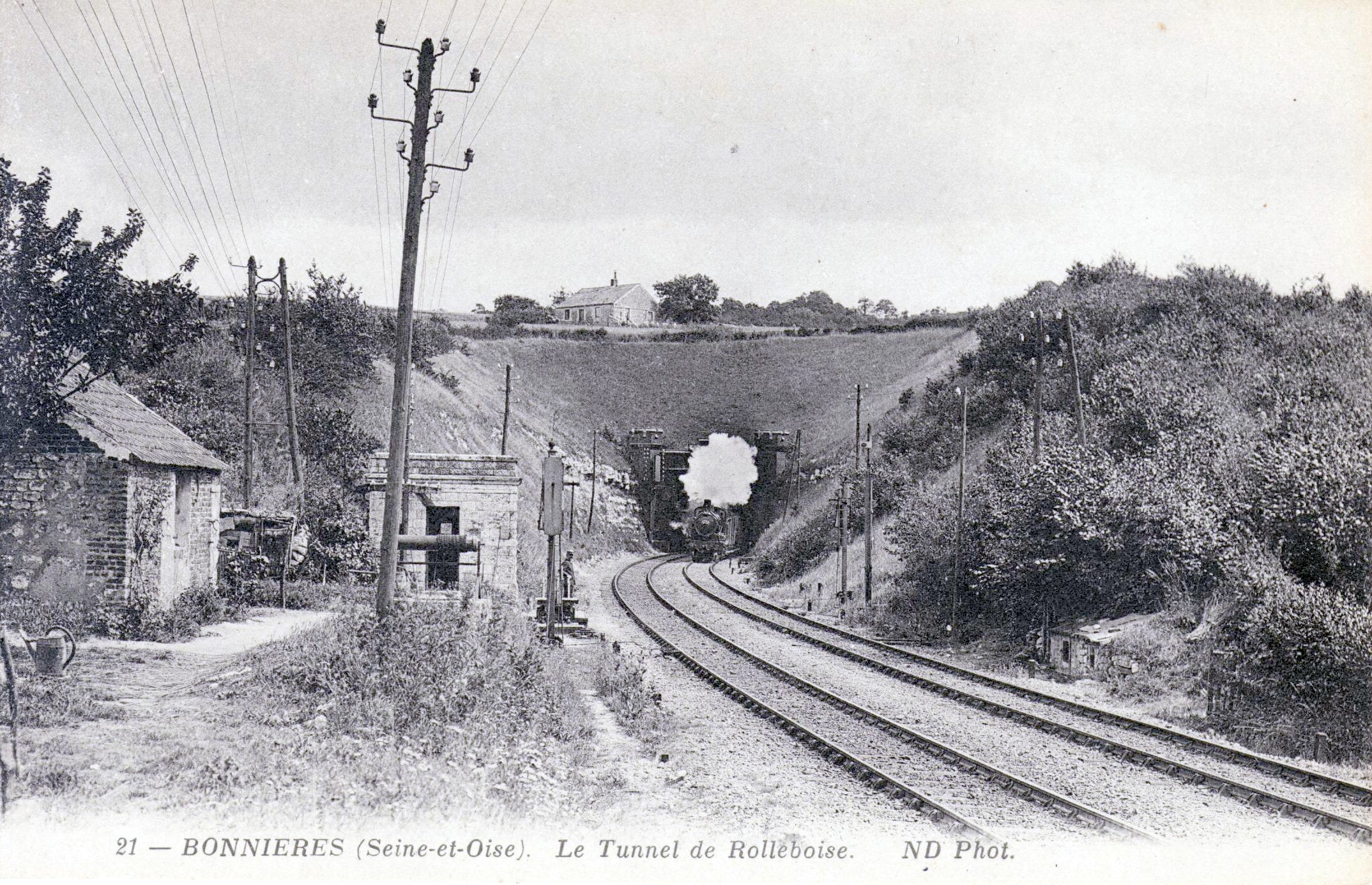
Eisenbahntunnelportal bei Rolleboise um 1910

## Bevölkerungsentwicklung
| Jahr      | 1962 | 1968 | 1975 | 1982 | 1990 | 1999 | 2008 | 2014 | 2021 |
| --------- | ---- | ---- | ---- | ---- | ---- | ---- | ---- | ---- | ---- |
| Einwohner | 403  | 435  | 457  | 371  | 461  | 401  | 408  | 410  | 356  |

## Persönlichkeiten
Der US-amerikanische Maler Daniel Ridgway Knight (1839–1924) eröffnete 1883 in Rolleboise sein großes Atelier.